# Matthis Abline
Matthis Abline (* 28. März 2003 in Angers) ist ein französischer Fußballspieler.

## Karriere

### Verein
Abline begann seine fußballerische Ausbildung beim FC Laurentais Landemontais, wo er von 2009 bis 2014, fünf Jahre lang, spielte. Anschließend wechselte er in die Jugend der USJA Carquefou, wo weitere vier Spielzeiten verbrachte. Im Jahr 2018 unterschrieb er einen Juniorenvertrag bei Stade Rennes. In der Saison 2019/20 spielte er fünfmal für Rennes in der UEFA Youth League. In der Spielzeit 2020/21 kam er zunächst zu sechs Einsätzen für die Zweitmannschaft in der National 3, wobei er zweimal traf. Am 25. April 2021 debütierte er gegen den FCO Dijon in der Ligue 1, nachdem er in der 89. Minute für Martin Terrier ins Spiel kam. In der Qualifikation zur Europa Conference League traf er dann beim 3:1-Sieg über Rosenborg Trondheim das erste Mal für die Profimannschaft. Anschließend kam er nicht mehr oft zum Einsatz und so wurde Abline im Januar 2022 an den Zweitligisten Le Havre AC verliehen. Im Anschluss kehrte er für ein halbes Jahr nach Rennes zurück, bevor er sich Anfang 2023, erneut auf Leihbasis, der AJ Auxerre anschloss. Im Sommer 2023 folgte die Leihe mit Kaufoption zum FC Nantes.

### Nationalmannschaft
Zwischen März und Mai 2019 kam er in sechs U-16-Nationalmannschafts-Spielen zum Einsatz und schoss vier Tore. Für die U-17-Auswahl Frankreichs spielte er Ende 2019 und Anfang 2020 ebenfalls sieben Mal, wobei er fünf Treffer erzielen konnte. Ab September 2021 war er für die U-19-Mannschaft der Franzosen aktiv. 2022 folgten die Debüts für die U20 und U21.
Anlässlich der U-21-Europameisterschaft 2025 in der Slowakei wurde Abline von Trainer Gérald Baticle in das französische Aufgebot berufen.